# Tiroloscia corsica
Tiroloscia corsica is een pissebed uit de familie Philosciidae. De wetenschappelijke naam van de soort is voor het eerst geldig gepubliceerd in 1888 door Adrien Dollfus.